# Zero Hour (Band)
Zero Hour ist eine US-amerikanische Progressive-Metal-Band aus Pleasanton, Kalifornien, die im Jahr 1993 gegründet wurde.

## Geschichte
Die Band wurde im Jahr 1993 von den Zwillingsbrüdern Jasun Tipton (E-Gitarre) und Troy Tipton (Bass) gegründet. Kurze Zeit später kam Schlagzeuger Mike Guy zur Besetzung. Zusammen nahmen sie im Jahr 1994 ein erstes, selbstbetiteltes Demo auf. Im Jahr  1995 kam Sänger Frank Mendez und Keyboarder Mike Conner zur Besetzung. Mendez verließ gegen Ende des Jahres jedoch schon wieder die Band und wurde durch Erik Rosvold ersetzt. Conner erkrankte im Jahr 1997 am Karpaltunnelsyndrom, sodass er die Band verlassen musste. Er wurde durch Matt Guillory und Phil Bennett ersetzt. Ihr selbstbetiteltes Debütalbum erschien im Jahr 1998 in Eigenveröffentlichung und hatte eine Auflage von 2.000 Stück. Das zweite Album The Towers of Avarice erschien im Jahr 2001 über Sensory Records. Das Album erhielt Reviews in verschiedenen Magazinen wie dem niederländischen Aardschok, dem ungarischen Metal Hammer und dem deutschen und französischen Rock Hard.
Nach der Veröffentlichung folgte eine Tour durch Europa und zwei Auftritte auf dem ProgPower USA in Atlanta. Als neuer Sänger war dabei nun Chris Salinas in der Band. Im Jahr 2006 veröffentlichte die neue Besetzung das Album Specs of Pictures Burnt Beyond. In den Jahren 2006 und 2007 folgten weitere Auftritte in den USA, darunter auch erneut das ProgPower USA und war Eröffnungsband für Queensrÿche. Zudem fanden auch erstmals Auftritte in Island statt. Im Jahr 2008 veröffentlichte die Band as Album Dark Deceiver, das von Dino Alden produziert wurde.

## Stil
Die Band spielt klassischen Progressive Metal, der einen sehr komplexen und abwechslungsreichen Charakter hat.

## Diskografie
- Zero Hour (Demo, 1994, Eigenveröffentlichung)
- Zero Hour (Album, 1998, Eigenveröffentlichung)
- The Towers of Avarice (Album, 2001, Sensory Records)
- Metamorphosis (Album, 2003, Sensory Records)
- A Fragile Mind (Album, 2005, Sensory Records)
- Specs of Pictures Burnt Beyond (Album, 2006, Sensory Records)
- Dark Deceiver (Album, 2008, Sensory Records)